# Francisco Salvà i Campillo
Francisco Salvà i Campillo (Barcellona, 12 luglio 1751 – Barcellona, 13 febbraio 1828) è stato un fisico e medico spagnolo noto per aver ideato il primo telegrafo elettrico.

## Biografia
Dopo aver studiato in varie città spagnole e francesi, divenne medico. Sviluppando anche una passione per la meteorologia, nel 1784 effettuò il primo volo in mongolfiera nella sua città natale, appena un anno dopo la sua ideazione in Francia.
Sulla spinta dello sviluppo dei primi sistemi di segnalazione per la trasmissione a distanza di informazioni (come il telegrafo di Chappe del 1792) e in base a diversi studi e progressi compiuti nel campo dell'elettricità e dell'elettrochimica, propose nel 1804 (dopo i primi esperimenti già dal 1795) un primo telegrafo elettrochimico all'Accademia delle Scienze di Barcellona, utilizzando una pila voltaica come alimentatore.
Questi studi sarebbero stati successivamente usati da Samuel Thomas von Sömmerring per proporre a sua volta un suo telegrafo elettrochimico.

## Galleria d'immagini

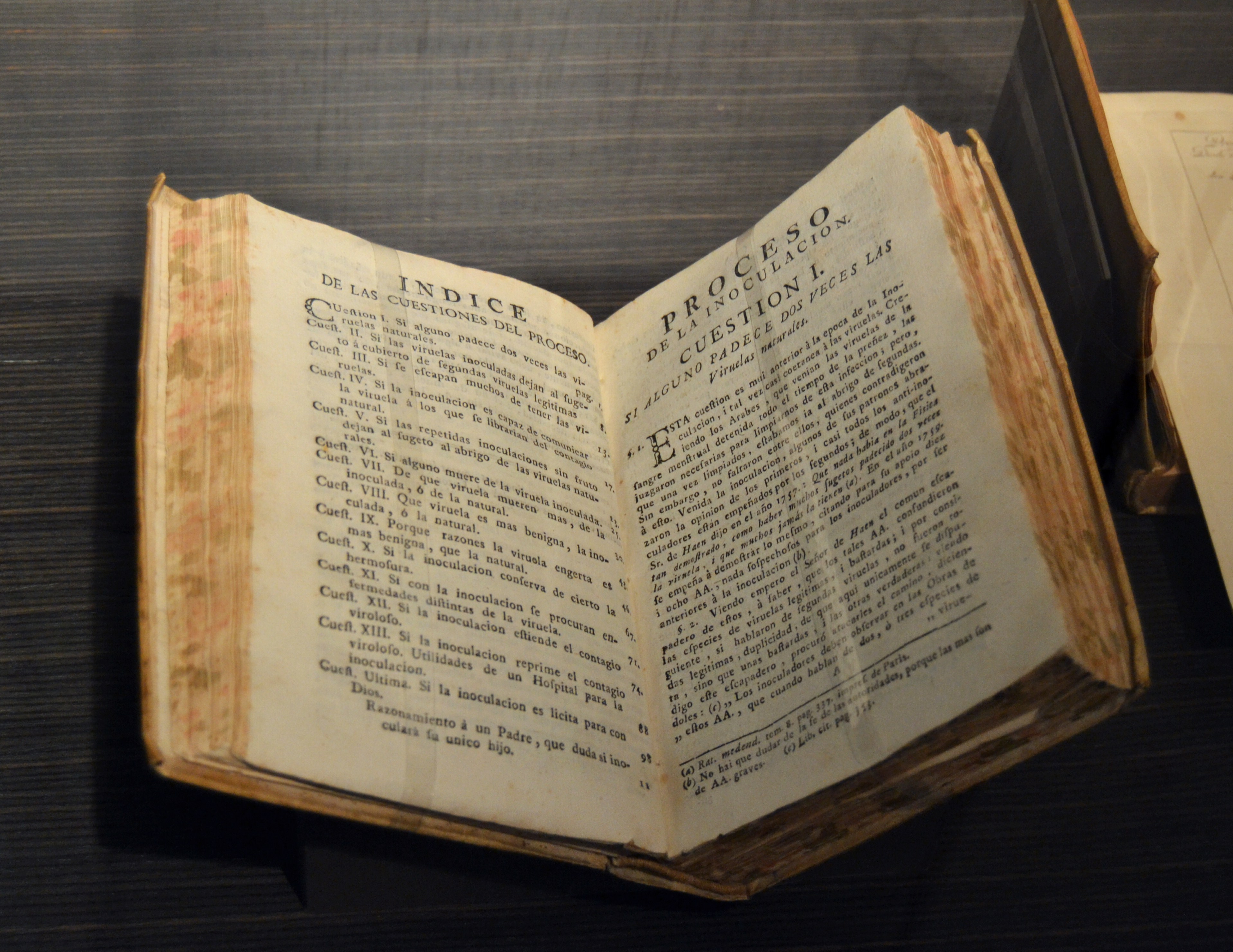
Francesco Salvà si interessò da medico anche alla nuova pratica della vaccinazione (in particolare contro il vaiolo), allora agli albori dello sviluppo: in questi scritti del 1776 lui affronta alcune delle questioni legate all'immunizzazione.
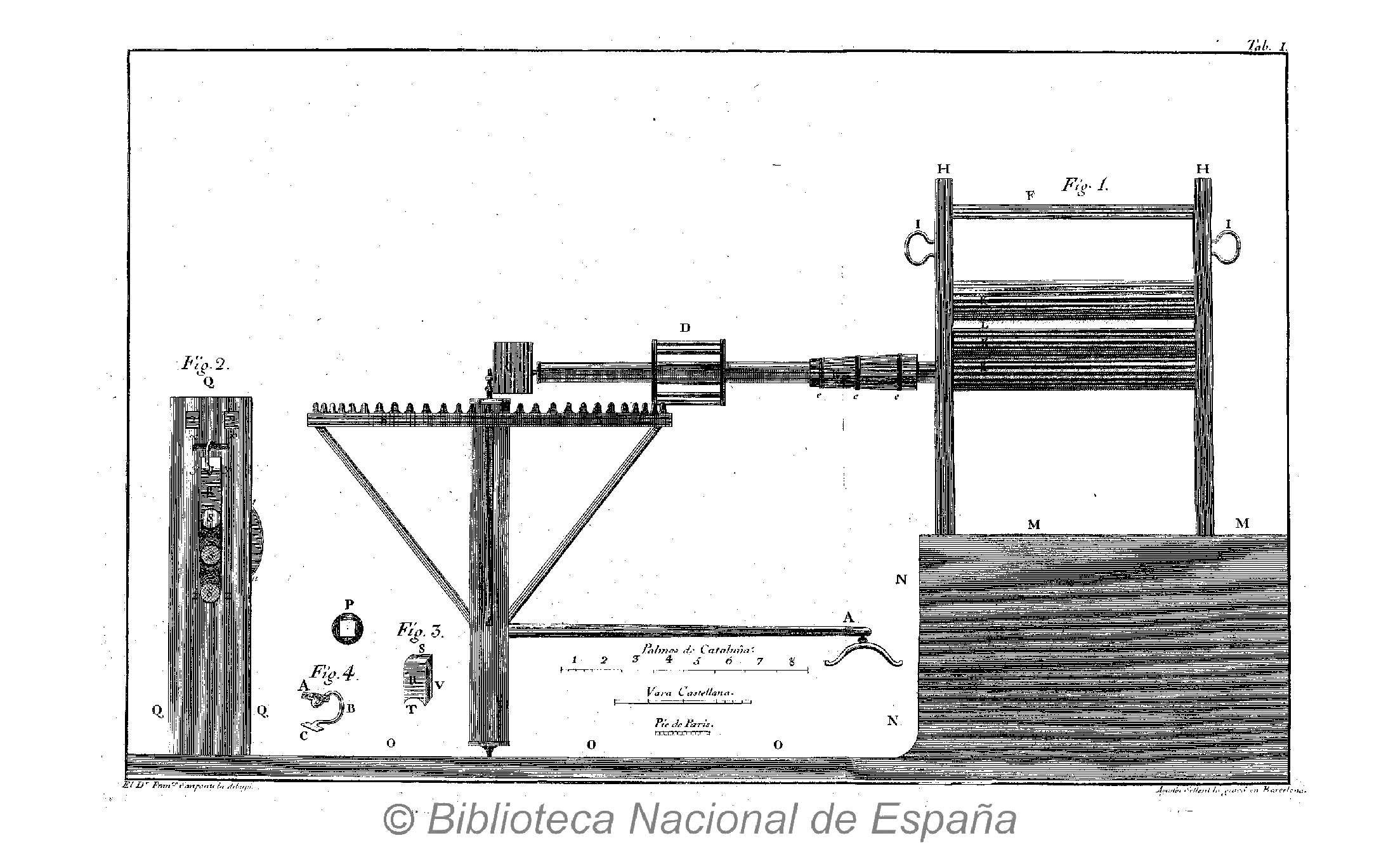
Proposta di una macchina per processare la canapa e il lino, 1783.